# Igreja Ortodoxa Etíope no Exílio
A Igreja Ortodoxa Etíope no Exílio era uma Igreja Autocéfala ortodoxa oriental nascida de um cisma na Igreja Ortodoxa Etíope após a deposição do abuna Mercúrio em 1991 e seu exílio nos Estados Unidos.

## História
Após a queda do regime Dergue na Etiópia em 1991, e a chegada ao poder do governo da Frente Democrática Revolucionária do Povo Etíope (FDRPE), o abuna Mercúrio abdicou sob pressão pública e governamental. A Igreja Ortodoxa Etíope então elegeu um novo abuna, Paulo. O ex-abuna Mercúrio então se estabeleceu no exterior (primeiro no Quênia e depois nos Estados Unidos) e anunciou em seu exílio que sua abdicação havia sido feita sob coerção e que ele ainda era o patriarca legítimo de Igreja da Etiópia. Vários bispos o seguiram até o exílio e formaram um sínodo alternativo.
Em julho de 2018 o primeiro-ministro etíope Abiy Ahmed Ali em visita aos Estados Unidos anuncia um acordo entre a Igreja Ortodoxa Etíope oficial liderada pelo abuna Matias e as comunidades cristãs da diáspora leais ao abuna Mercúrio. O acordo previa o regresso do patriarca exilado a Adis Abeba e que a Igreja oficial e a diáspora formariam um só Sínodo, pondo fim ao exílio.
O cisma chegou ao fim após a fusão dos dois sínodos em agosto de 2018.

## Organização
A Igreja estava presente nos Estados Unidos, Canadá, Austrália e Europa Ocidental.

## Ligações Externas
Igreja Ortodoxa Etíope no Exílio - site oficial (arquivado)